# Holochlora sutteri
Holochlora sutteri är en insektsart som beskrevs av Willemse, C. 1953. Holochlora sutteri ingår i släktet Holochlora och familjen vårtbitare. Inga underarter finns listade i Catalogue of Life.